# Булката беглец
„Булката беглец“ (на английски: Runaway Bride) е американска романтична комедия от 1999 г. на режисьора Гари Маршъл, по сценарий на Сара Париот и Джосан Макгибън, и участват Джулия Робъртс и Ричард Гиър (вторият им филм след „Хубава жена“). Премиерата на филма е в Съединените щати на 30 юли 1999 г.